# Periplaneta ferreirae
Periplaneta ferreirae är en kackerlacksart som beskrevs av Karlis Princis 1963. Periplaneta ferreirae ingår i släktet Periplaneta och familjen storkackerlackor.
Artens utbredningsområde är Moçambique. Inga underarter finns listade i Catalogue of Life.